# Macronychia alpestris
Macronychia alpestris är en tvåvingeart som först beskrevs av Camillo Rondani 1865.  Macronychia alpestris ingår i släktet Macronychia och familjen köttflugor.
Artens utbredningsområde är Italien. Inga underarter finns listade i Catalogue of Life.